# Tauriphila argo
Tauriphila argo – gatunek ważki z rodziny ważkowatych (Libellulidae). Zamieszkuje Amerykę Północną i Południową.

## Taksonomia
Gatunek opisany został w 1869 roku przez Hermanna Augusta Hagena jako Tramea argo. Według World Catalogue of Odonata nazwa ta była nomen nudum i za prawidłowego autora należy uznać Friedricha Risa (1909), jednak późniejsze źródła podają kombinację Tauriphila argo (Hagen, 1869).

## Opis

### Owad dorosły
Odwłok długości około 30 mm. Tylne skrzydło 35 do 39 mm długie. Dorosłe samce czerwone, o czerwonej twarzy, z metalicznie fioletową łatką na ciemieniu. Przyciemniona nasada skrzydeł sięga zwykle do kątów analnych i biegnie dalej wzdłuż krawędzi żyłek. Hamuli w widoku przednim stosunkowo wąskie, o brzegach bocznych równoległych z wyjątkiem pobliża wierzchołka. W widoku grzbietowym górne przydatki analne samca wyglądają na silnie rozbieżne u nasady i zbiegające się u wierzchołka, w widoku bocznym nasadowe 2/3 ich górnej powierzchni jest silnie wypukłe, zaś reszta prosta.

### Larwa
Długość ciała ostatniego stadium bez czułków wynosi około 19 do 20 mm, a czułków około 3,5 mm. Odwłok brzusznie zaokrąglony. Grzbietowy kolec na siódmym segmencie odwłoka kończy się w około połowie drogi ku wierzchołkowi segmentu ósmego. Boczny kolec na segmencie ósmym jest prosty i co najmniej w połowie tak długi jak grzbietowo-środkowa długość segmentu. Kolec boczny na dziewiątym segmencie jest lekko zakrzywiony grzbietowo i dwukrotnie dłuższy od segmentu.

## Rozprzestrzenienie
Gatunek neotropikalny, znany z Wielkich Antyli, Ameryki Centralnej, Trynidadu, Kolumbii, Wenezueli, Gujany, Gujany Francuskiej, Brazylii (stany Mato Grosso do Sul, Rio de Janeiro i São Paulo), Peru, Ekwadoru, Boliwii, Paragwaju i Argentyny; stwierdzony także w Meksyku i w południowej części stanu Teksas na południu USA.